# South China Athletic Association

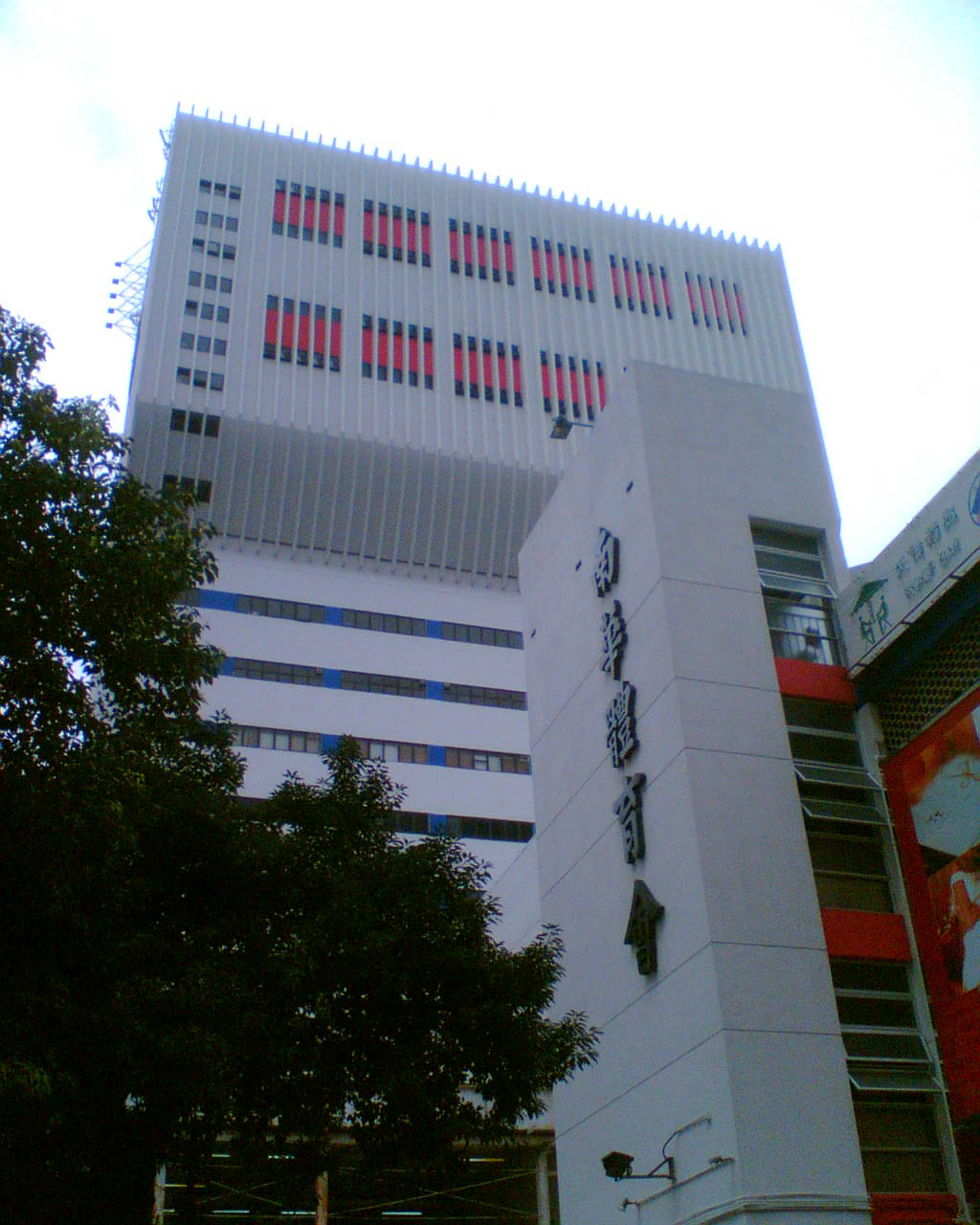
La sede del club construida en Caroline Hill.

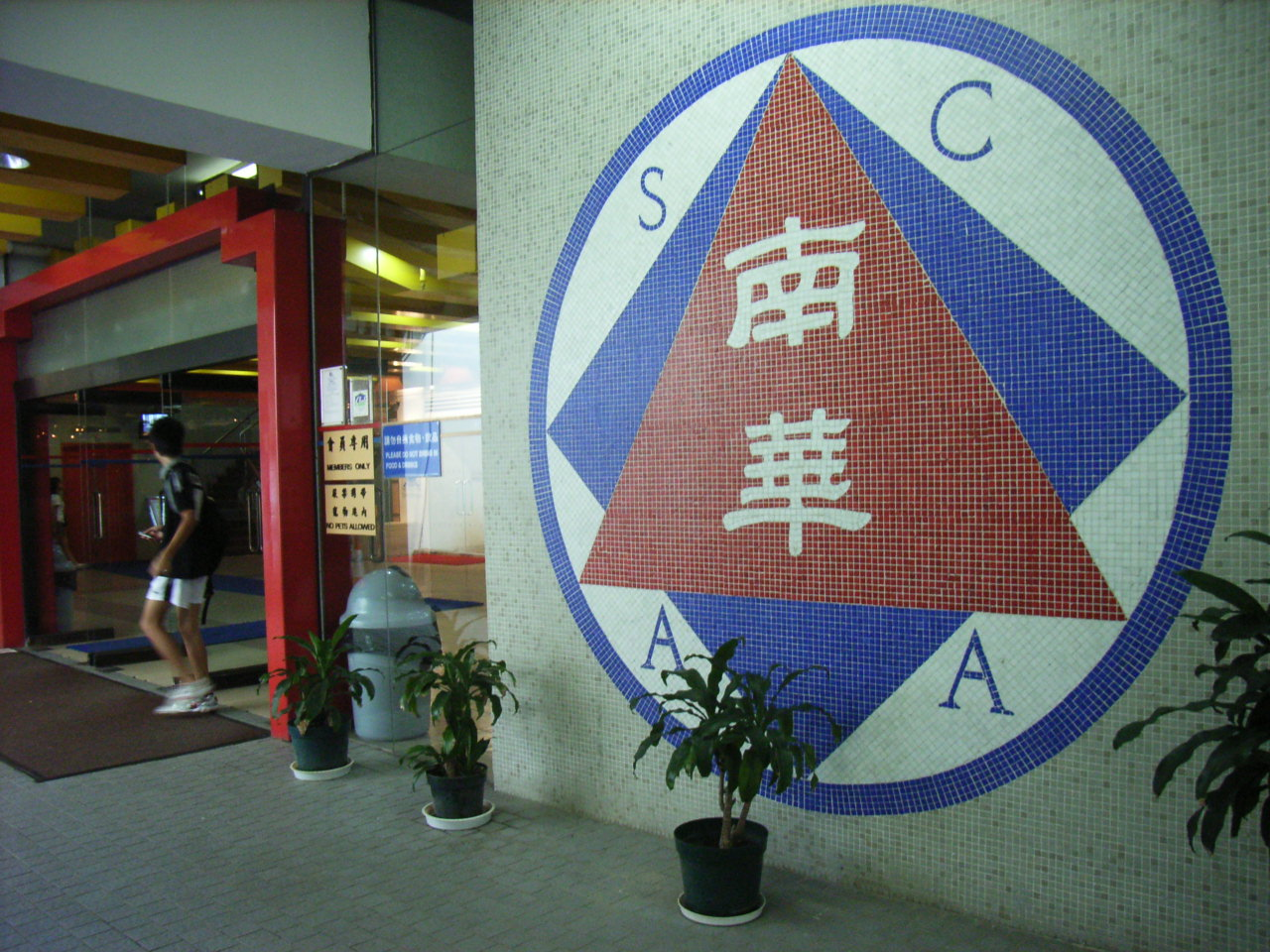
Entrada principal de la sede del club.

El South China Athletic Association (también conocidos simplemente como South China o SCAA, en chino tradicional, 南華體育會) es un club deportivo hongkonés. Fue fundado en 1910 y es notable por su sección de fútbol, que juega en la Primera División de Hong Kong, competición de la que se ha proclamado campeón en 41 ocasiones.

## Títulos

### Títulos nacionales (93)
- Primera División de Hong Kong (41): 1924, 1931, 1933, 1935, 1936, 1938, 1939, 1940, 1941, 1949, 1951, 1952, 1953, 1955, 1957, 1958, 1959, 1960, 1961, 1962, 1966, 1968, 1969, 1972, 1974, 1976, 1977, 1978, 1986, 1987, 1988, 1990, 1991, 1992, 1997, 2000, 2007, 2008, 2009, 2010, 2013.

- Hong Kong Senior Challenge Shield (31): 1928–29, 1930–31, 1932–33, 1934–35, 1935–36, 1936–37, 1937–38, 1938–39, 1940–41, 1948–49, 1954–55, 1956–57, 1957–58, 1958–59, 1960–61, 1961–62, 1964–65, 1971–72, 1985–86, 1987–88, 1988–89, 1990–91, 1995–96, 1996–97, 1998–99, 1999–2000, 2001–02, 2002–03, 2006–07, 2009–10, 2013–14.

- Copa FA de Hong Kong (10): 1985, 1987, 1988, 1990, 1991, 1996, 1999, 2002, 2007, 2011.

- Copa de la Liga de Hong Kong (3): 2002, 2008, 2011.

- Viceroy Cup (8): 1971–72, 1979–80, 1986–87, 1987–88, 1990–91, 1992–93, 1993–94, 1997–98.

- Segunda División de Hong Kong (6):1918, 1926, 1934, 1940, 1952, 1953.

- Hong Kong Junior Challenge Shield (9): 1947–48, 1950–51, 1952–53, 1953–54, 1954–55, 1956–57, 1957–58, 1958–59, 1966–67.

## Clubes Afiliados
- Tottenham Hotspur FC[1]